# Spätrömischer Schatz von Canterbury

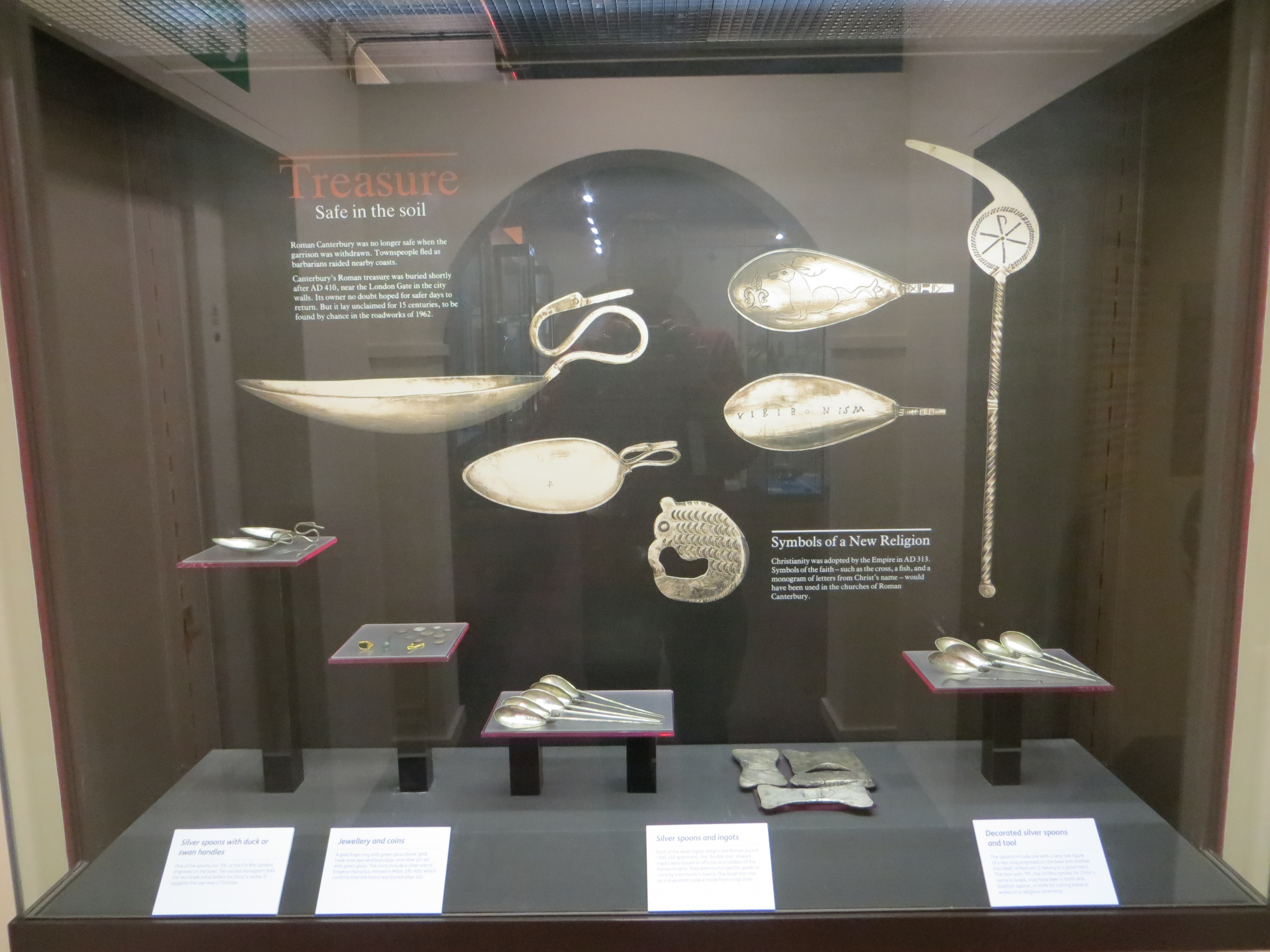
Der spätrömische Schatz von Canterbury

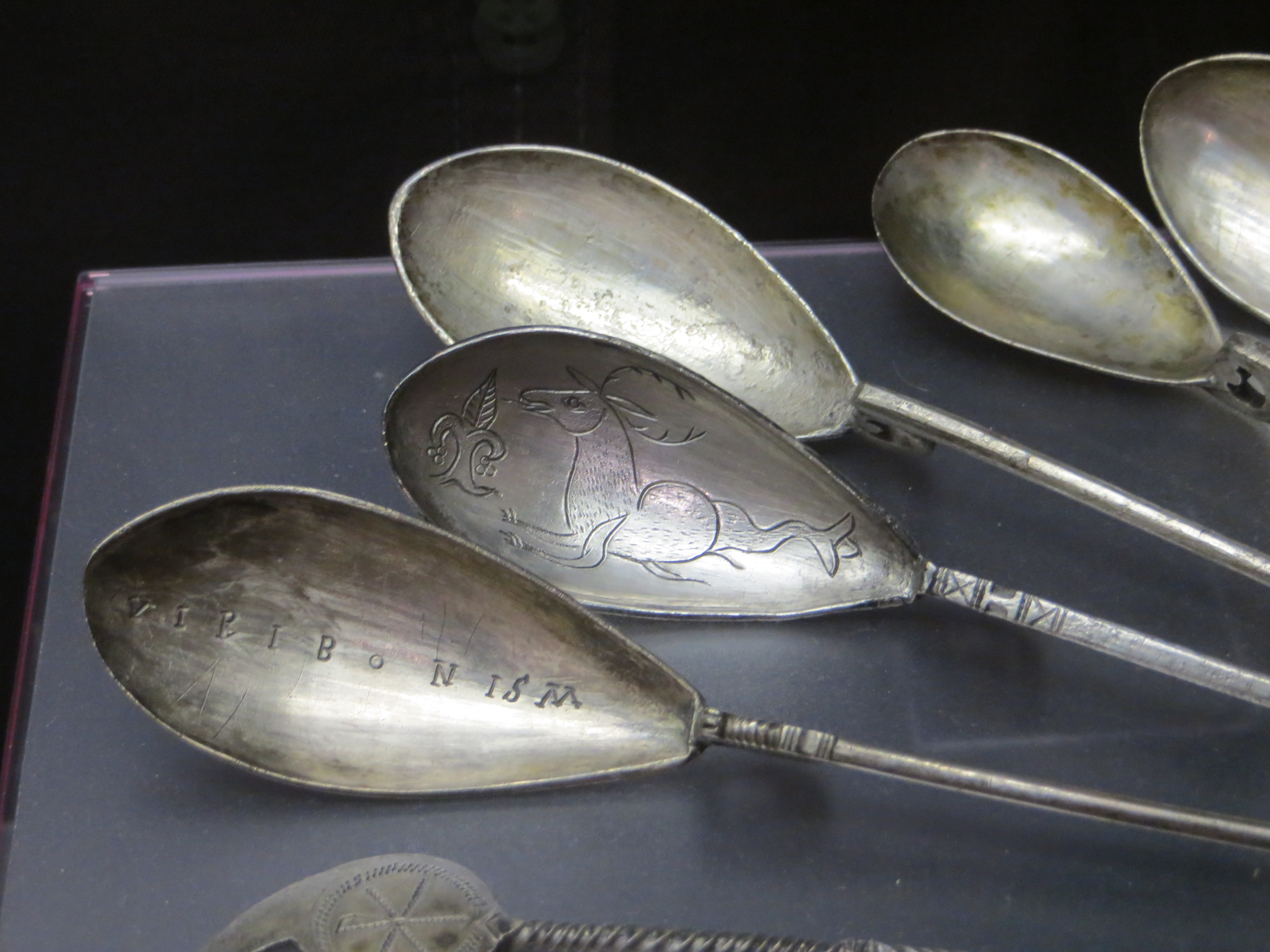
Silberlöffel

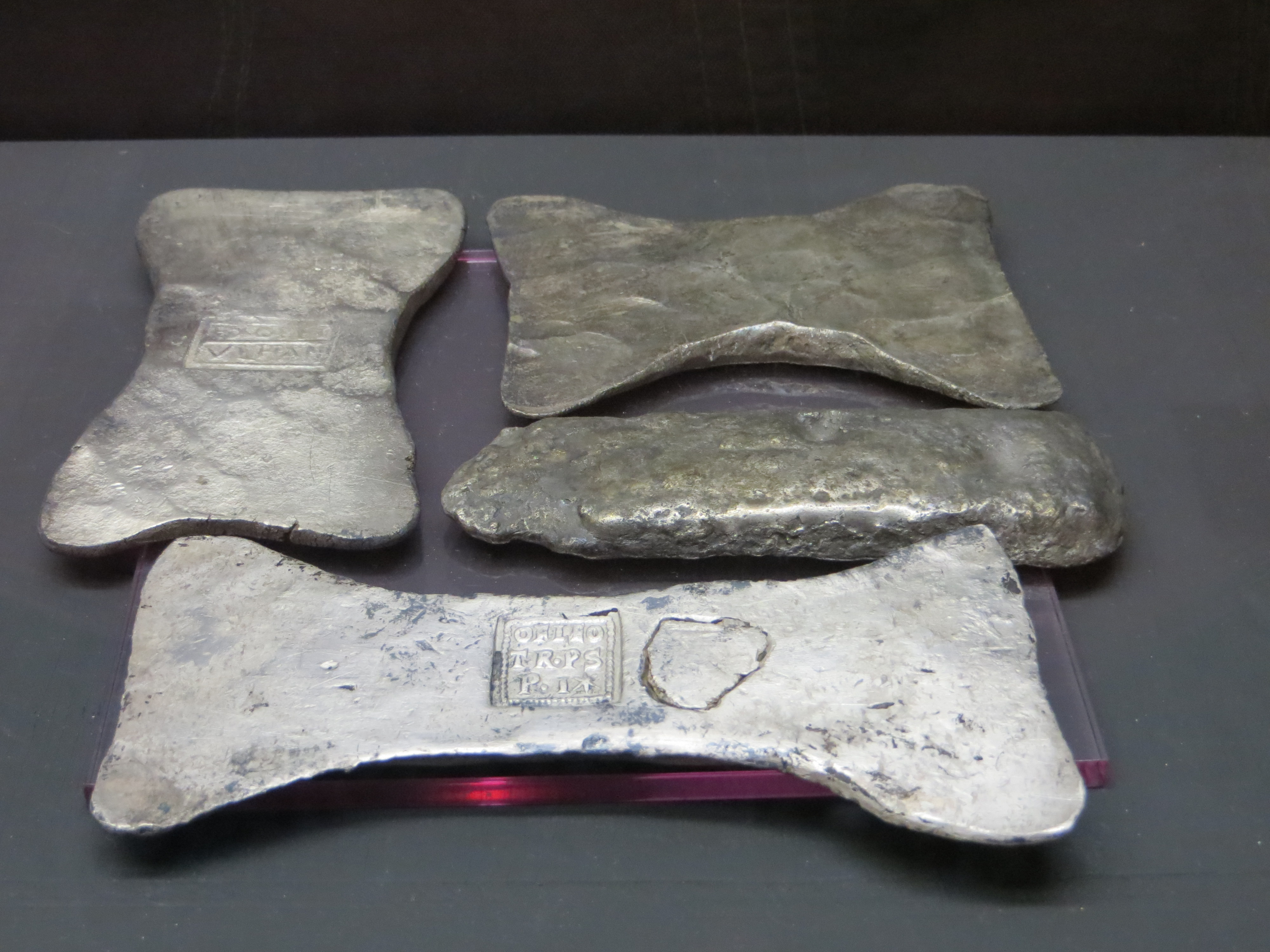
Barren

Der spätrömische Schatz von Canterbury wurde 1962  bei Bauarbeiten in Canterbury, dem antiken Durovernum Cantiacorum, gefunden. Er besteht aus ca. 30 Silber- und einigen Goldobjekten. Da der Fund bei keiner ordentlichen Grabung gemacht wurde, ist die genaue Anzahl der gefundenen Objekte umstritten. Dabei handelt es sich vor allem um Löffel, Münzen und Silberbarren. Die Objekte befinden sich heute im Canterbury Roman Museum.
Britannien ist reich an spätantiken Hortfunden. Im 4. Jahrhundert erlebte das römische Britannien seine Blütezeit, während in vielen anderen Provinzen des Reiches ein Niedergang zu beobachten ist. Diese Blütezeit ging im letzten Drittel des 4. Jahrhunderts dem Ende entgegen. Die Bewohner der Provinz hatten mit den ständig angreifenden Angelsachsen zu kämpfen. In der ersten Hälfte des 5. Jahrhunderts konnten diese auf die Insel einwandern. Die Romano-Britannier leisteten Widerstand. Die Reichen unter ihnen vergruben ihre Schätze, um sie in besseren Zeiten wieder zu heben, was aber oftmals nicht geschah, so dass die Insel ausgesprochen viele reiche spätantike Hortfunde aufweist.
Der spätrömische Schatz von Canterbury besteht aus mindestens vier Silberbarren, zwölf Silberlöffeln, einem Instrument unbekannter Funktion, einem Ring, einer Nadel, dem Endstück einer Kette und aus mindestens neun Münzen. Die spätesten Münzen sind Prägungen des Kaisers Honorius aus Mailand, die zwischen 395 und 402 datieren.
Die Silberbarren sind gestempelt, zwei von ihnen stammen eventuell von einer Werkstatt aus Trier. Sie entsprechen dem Gewicht eines römischen Pfundes (ca. 300 bis 340 Gramm). Ein Löffel zeigt als Ritzung ein Fabelwesen, eine Mischung aus Hirsch (Kopf) und Fisch (Hinterteil). Ein Löffel zeigt das Rho-Zeichen, das die Form eines christlichen Kreuzes hat. Ein weiterer Löffel trägt die Aufschrift VIRIBONISM. Dies ist vielleicht zu viri boni s(u)m, ich gehöre einem guten Mann, aufzulösen. Zwei Löffel haben nur einen kurzen S-förmigen Griff, während die anderen einen langen Griff aufweisen und um die 20 cm lang sind. Das Instrument unbekannter Funktion ist mit dem christlichen Chi-Rho verziert.